# Орехово (Одесский район)
Орехово — село в Одесском районе Омской области. Административный центр Ореховского сельского поселения.

## История
Село Ореховское основано в 1909 г на переселенческом участке Чандак-Куль.

## Население
| 2010 |
| ---- |
| 946  |